# Charmin
Charmin es una marca de papel de baño manufacturado por Procter & Gamble.

## Historia
El primer nombre de Charmin fue creado en 1928 por la compañía Hoberg Paper en Green Bay, Wisconsin. En 1950, Hoberg cambió su nombre a compañía de papel Charmin y continúa produciendo papel de baño, servilletas y otros productos. Procter & Gamble (P&G) adquirió la compañía de papel Charmin en 1957, pero vendió los derechos para hacer y posicionar el producto en Europa. (dónde es conocido como Cushelle) para SCA en 2008.

## Publicidad
Tuvieron una campaña de publicidad que duró veinte años, los anuncios americanos fueron protagonizados por el actor Dick Wilson, interpretando el personaje ficticio del señor Whipple , este les decía a los clientes que, "Por favor no apretaran el Charmin ", enfatizando su suavidad en más de 500 comerciales entre los años 1964 y 1985.
El oso de Charmin fue creado por publicidad D'arcy y fue introducido en el 2000.  En el 2004 Procter & Gamble renombraron la marca y el empaque, remplazando el (genérico y viejo ) bebé con Charmin el oso en un comercial del Super Bowl. 
 La nueva campaña de publicidad fue nombrada "Llama a la naturaleza" ,. Esto coincidió con el lanzamiento de Charmin en Canadá. El oso Charmin es ahora la mascota de Charmin ultra suave y Charmin ultra fuerte.

## Renombramiento de la marca en Europa a  "Cushelle"
En febrero de 2010, los productos de la marca en Europa fueron cambiados por el nombre de Cushelle por el manufacturero SCA.
También existe una mascota Koala que es un koala. En los anuncios para Cushelle, la voz la hace Robert Webb.

## Baños Charmin Times Square
En 2006, Charmin abrió unos baños públicos en la ciudad de Nueva York en Times Square. La locación es ahora una tienda de The Walt Disney Company. La conveniencia de tener baños limpios en Times Square durante la temporada de Navidad era una buena idea.

## Eslóganes
- No aprietes el Charmin (1960s)
- ¡Una vez gotcha, es gotcha! (1980s)
- Ch-Ch escoge Charmin. (1993–1997)
- Lo mejor para el "oso" . (1997–1999)
- Cha-cha-cha Charmin. (1999–2007) (2013–2015 en Latinoamérica) La música fue compuesta por Fred Weinberg[5]
- ¡Menos es más! (2000–2004)
- Mira en un paquete de colores. (2007-2010)
- Disfruta el viaje. (2010–2015)

## Impacto ambiental
En febrero de 2009, Greenpeace dio aviso a los clientes que no usaran papel de baño Charmin porque era malo para el ambiente.

## Renombramiento de la marca en Alemania a Zewa
En 2008 Charmin fue renombrado por Zewa en Alemania. No había mascota en los comerciales, pero el primer comercial de Zewa el oso de Chamin fue visto.